# Cecropia hispidissima
Cecropia hispidissima är en nässelväxtart som beskrevs av José Cuatrecasas. Cecropia hispidissima ingår i släktet Cecropia och familjen nässelväxter. Inga underarter finns listade i Catalogue of Life.